# 巴賓斯科耶湖 (金吉謝普區)
59°35′36″N 28°33′56″E / 59.59333°N 28.56556°E
巴賓斯科耶湖（俄语：Бабинское），是俄羅斯的湖泊，位於該國西北部，由列寧格勒州負責管轄，處於金吉謝普區，面積6.6平方公里，集水區面積107平方公里。